# Pseudomonas aeruginosa
Pseudomonas aeruginosa  este o bacterie Gram-negativă, în formă de bastonaș (bacil), comună, care poate provoca boli la plante și animale, inclusiv oameni.  

Bacterii aerobe, nepretentioase privind cultivarea, se dezvolta facil in 24 de ore, la 37 de grade Celsius, in atmosfera obisnuita. 

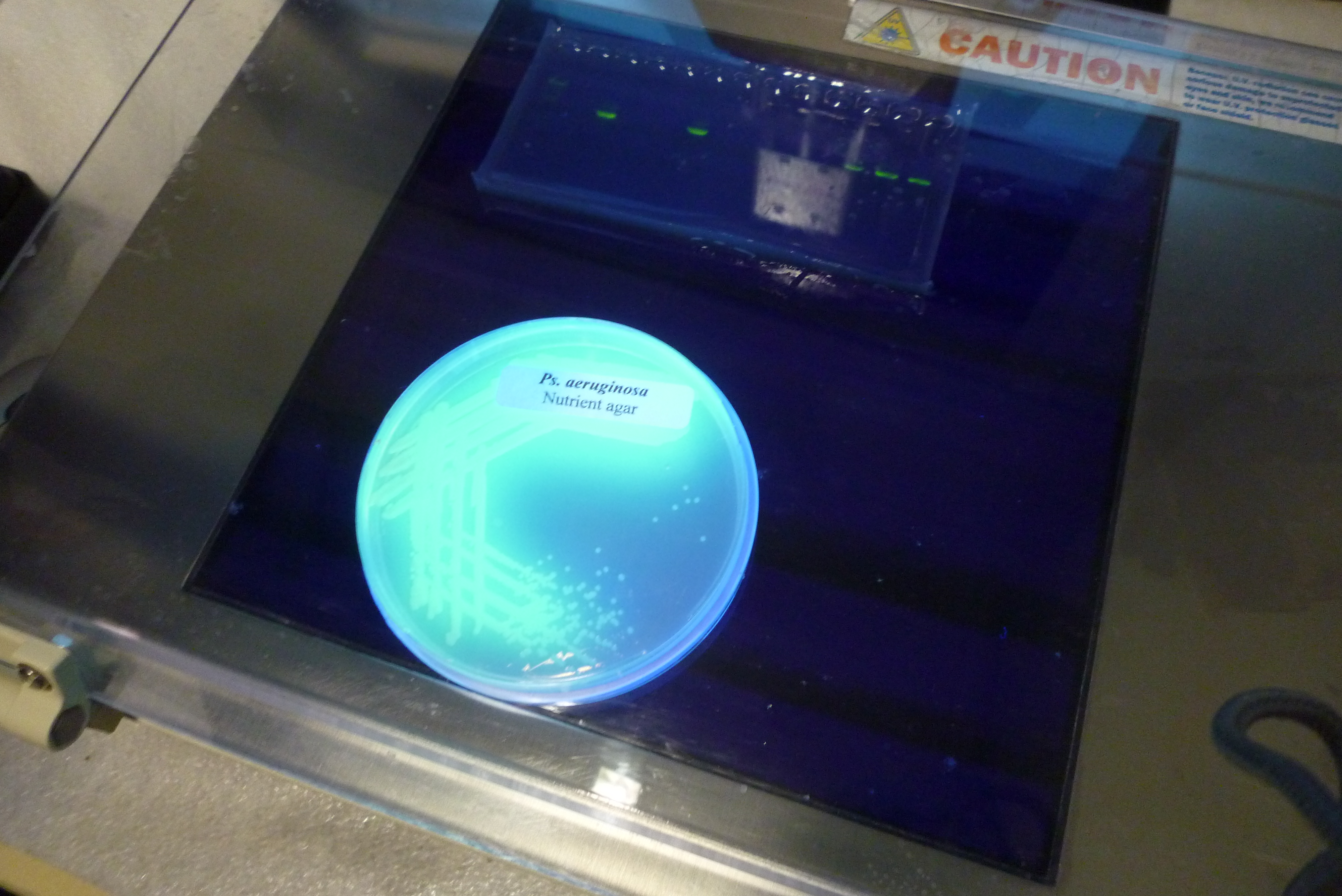
Fluorescență a Pseudomonas aeruginosa sub iluminare cu raze ultraviolete

 O specie de importanță medicală considerabilă, P. aeruginosa este un "patogen rezistent la terapie multimedicamentoasă⁠(en)[traduceți] (multidrug resistant - MDR⁠(en)[traduceți])" prototipic, recunoscut pentru omniprezența sa, mecanismele sale avansate de rezistență la antibiotice intrinsec avansate, și asocierea sa cu boli grave – în special infecții nosocomiale, cum ar fi pneumonia asociata ventilatorului⁠(en)[traduceți]  și diverse sindroame de septicemie.

## Sistematică
Tulpini:
- ATCC 10145 Arhivat în 27 septembrie 2007, la Wayback Machine.
- CCUG 551 Arhivat în 16 octombrie 2008, la Wayback Machine.
- CFBP 2466[nefuncțională – arhivă]
- CIP 100720 Arhivat în 30 septembrie 2007, la Wayback Machine.
- DSM 50071 Arhivat în 22 decembrie 2008, la Wayback Machine.
- JCM 5962
- LMG 1242 Arhivat în 4 martie 2012, la Wayback Machine.
- NBRC 12689
- NCCB Arhivat în 5 aprilie 2007, la Wayback Machine. 76039
- NCIMB Arhivat în 25 iunie 2009, la Wayback Machine. 8295
- NCTC[nefuncțională]
 10332
- NRRL Arhivat în 19 decembrie 2007, la Wayback Machine. B-771
- VKM B-588